# Distrito electoral de Samora Machel
El distrito de Samora Machel (anteriormente, distrito de Wanaheda) es un distrito electoral de la Región de Khomas en Namibia. El distrito comprende cuatro de los suburbios del norte de Windhoek: Wanaheda, Greenwell Matongo, Goreangab y parte de Havana. En 2010 tenía 32 000 habitantes.
La mayor parte de la población de este distrito está desempleada y obtiene sus ingresos a través de la economía informal. El impacto del VIH/sida es alto.

## Cambio de denominación
El área que conformaba el distrito fue bautizado como Wanaheda durante la época colonial y permaneció con ese nombre tras la independencia del país en 1990. Se trata del acrónimo de los cuatro pueblos que residían en la zona, los wambo (ovambo), los nama, los herero y los damara. En 2003, siguiendo recomendaciones gubernamentales y públicas, el distrito fue rebautizado en honor al presidente mozambiqueño Samora Machel.